# Johann Christian Krumbholtz
Johann Christian Krumbholtz oder Johann Christian Krumbholz (geboren am 5. September 1720 in Weida im Vogtland; gestorben am 24. März 1789 in Bojanowo) war ein deutscher Geistlicher.

## Leben
Krumbholz war ein Sohn des Archidiakons Johann Friedrich Krumbholz in Weida. Er studierte zuerst Rechtswissenschaft in Jena, dann Theologie in Wittenberg. Im Jahre 1743 erfolgte durch den Erbherrn auf Bauchwitz, Alexander von Unruh die Berufung zum Hofmeister,  wo er die polnische Sprache erlernte. Er wurde 1748 Diakonus und Rektor in Karge und erhielt 1752 den Ruf nach Rakwitz. Seine am 16. Mai 1762 gehaltene Jubelpredigt zur Feier des hundertjährigen Bestehens der Gemeinde Rakwitz erschien in Züllichau im Druck; sie enthält unschätzbare Notizen zur Geschichte von Rakwitz. Er hielt sie in Züllichau. Er ging 1765 nach Bojanowo, wo er 1789 starb.
Außer seinem Pfarr- und Schuldienst machte er sich um die polnische Sprache einen Namen durch die Herausgabe für den Schulunterricht bestimmter Polnisch-Wörterbücher bzw. der Grammatik. Den  Ertrag aus seinen Büchern stiftete er dem evangelischen Provinzialgymnasium in Bojanowo. Seine Kenntnisse der polnischen Sprache und Kultur waren so umfangreich, dass er eine Geschichte des Königreichs Polen verfasste.

## Werke
- Kurz gefaßte Geschichte des Königreich Polens usw. Bojanowo 1752.
- Kurtzgefasste und deutliche deutsch-pohlnische Grammatik …: zum Gebrauch bey der Bojanowischen Stadt- und Landschule verfertiget. 1770.
- Deutsch-polnisches Tirocinium. 1797.